# بيدرو هنريكي كارفاليو فريتاس
بيدرو هنريكي كارفاليو فريتاس (12 أكتوبر 1985 في البرازيل - ) هو لاعب كرة قدم برازيلي في مركز حراسة المرمى. لعب مع نادي غوياس وجمعية أرابيراكا الرياضية وAssociação Atlética Aparecidense ‏ وركريتيفو أتلتيكو كاتالانو ‏ وAgremiação Esportiva Canedense ‏ ونادي بوا إيسبورت.

## وصلات خارجية
- بيدرو هنريكي كارفاليو فريتاس على موقع قاعدة بيانات كرة القدم.إي يو (الإنجليزية)